# Gnophos rusticaria
Gnophos rusticaria là một loài bướm đêm trong họ Geometridae.